# Menhir da Oliveirinha
Der Menhir da Oliveirinha liegt südöstlich des Hügels Monte da Oliveirinha, auf der Ostseite neben der Straße nach Igrejinha, nördlich von Évora. Der phallische Menhir aus Granit liegt 600 m hinter dem Abzweig der Straße nach Graça do Divor im Alentejo in Portugal.
Er ist mit einem Durchmesser von 0,6 m und einer Höhe von 5,3 m der größte Menhir im Distrikt Évora. Es ist umgefallen und liegt auf einem kleinen Hügel, auf dem sich ein Trigonometrischer Punkt befindet. An der Spitze des Menhirs ist ein Loch eingraviert, das wie das Ende einer Harnröhre aussieht und die phallische Einstufung unterstreicht. Es gibt einen Riss und verschiedene Auskerbungen, die von Bauern verursacht erscheinen, auf dem Monument. Es wird erwartet, dass der Menhir bald wieder aufgerichtet wird, obwohl nicht bekannt ist, wo er ursprünglich gestanden hat.